# テレビ東京系列スポーツニュース枠
テレビ東京系列スポーツニュース枠（テレビとうきょうけいれつスポーツニュースわく）は、テレビ東京を始めとするTXN系列にて毎日深夜に放送しているスポーツニュース番組の総称の一覧である。

## 各番組の歴史
テレビ東京、テレビ大阪、テレビ愛知の3局で1983年より放送が開始された。以降開局したTXN系列局も開局と同時に放送が開始されている。開始当初は、頭に「メガTON」が付与されていた。その後、現在のTXNになってからは単に番組名のみとなっている。また、東海3県・近畿地方ではテレビ大阪、テレビ愛知が受信できない地域へ配慮する形で一部の独立UHF放送局にも番組販売マイクロネットを行っている。
2002年4月から複合番組枠 が登場するのに伴い、平日のスポーツ番組はその枠内に内包される様になった。
なお、「スポーツTODAY」の名称は1998年3月に平日から、2004年3月に週末から、それぞれ消滅した。
2016年4月より、平日・週末を通して放送される単独のスポーツニュース番組は、テレビ東京系列だけとなった。

## 主な番組

### 平日
- メガTONスポーツTODAY〜プロ野球速報〜（1983年4月11日 - 1986年9月）
- メガTONスポーツTODAY（1986年10月 - 1989年3月）
- スポーツTODAY（1989年4月 - 1998年3月）
- スポーツ10ミニッツ（1998年4月 - 2002年3月29日）
- 激スポ!（スポパラ内、2002年4月1日 - 2004年3月26日）
- スポ魂!（スポパラ内、2004年3月29日 - 2007年3月30日）
- メガスポ!（スポパラ内、2007年4月2日 - 2009年3月27日）
- ネオスポーツ the documentary![3][4]（2009年3月30日 - 2016年4月1日）
- 追跡LIVE! Sports ウォッチャー（2016年4月4日 - 2022年4月2日）
- みんなのスポーツ Sports for All（2022年4月4日 - 2024年3月29日）
- スポーツ リアライブ〜SPORTS Real&Live〜（2024年4月1日 - ）

### 週末
- メガTONスポーツTODAY〜プロ野球速報〜（1983年4月 - 1986年9月）
- メガTONスポーツTODAY（1986年10月 - 1989年3月）
- スポーツTODAY（1989年4月 - 1998年3月29日）
- スポーツTODAY WIDE（1998年4月4日 - 2001年3月）
- 激生!スポーツTODAY（2001年4月 - 2004年3月28日）
- スポーツ魂（2004年4月3日 - 2007年4月1日）
- メガスポ!（2007年4月7日 - 2009年3月29日）
- ネオスポーツ the documentary![5]（2009年4月4日 - 2016年3月27日）
- 追跡LIVE! Sports ウォッチャー（2016年4月2日 - 2022年4月3日）
- みんなのスポーツ Sports for All（2022年4月9日 - 2024年3月31日）
- スポーツ リアライブ～SPORTS Real&Live～（2024年4月6日 - ）